# Рошшуар (кратер)
45°49′00″ пн. ш. 0°47′00″ сх. д. / 45.81666667° пн. ш. 0.78333333° сх. д.
Рошшуар (фр. Rochechouart-Chassenon) — ударний кратер, що знаходиться у Франції.
Його діаметр становив близько 21 км. Остання оцінка віку — 201 ± 2 млн років, тобто близько до тріасо-юрської межі. З тих пір кратер значно зруйнувався і ніяких слідів його первісної морфології на поверхні не видно. Кратер видається надто малим, щоб пояснити тріасово-юрське вимирання.
Його центр орієнтовно розташований в селі Ла Джуді (La Judie) 4 км на захід від Рошешуар в департаменті Верхня В'єнна; поверхня кратера включає в себе комуни і села Рошешуар, Шаяк, Етаньяк, Прессіньяк, Лезіньяк-Дюран, Сен-Кантен-сюр-Шарант, Шероннак, Шасснон і Шабане.
Залишки цієї астроблеми були основним предметом суперечок серед геологів з часу їх відкриття на початку 19 століття. Пояснення було дано тільки в 1969 році французьким геологом Франсуа Краутом (François Kraut), який точно довів ударне походження брекчії.

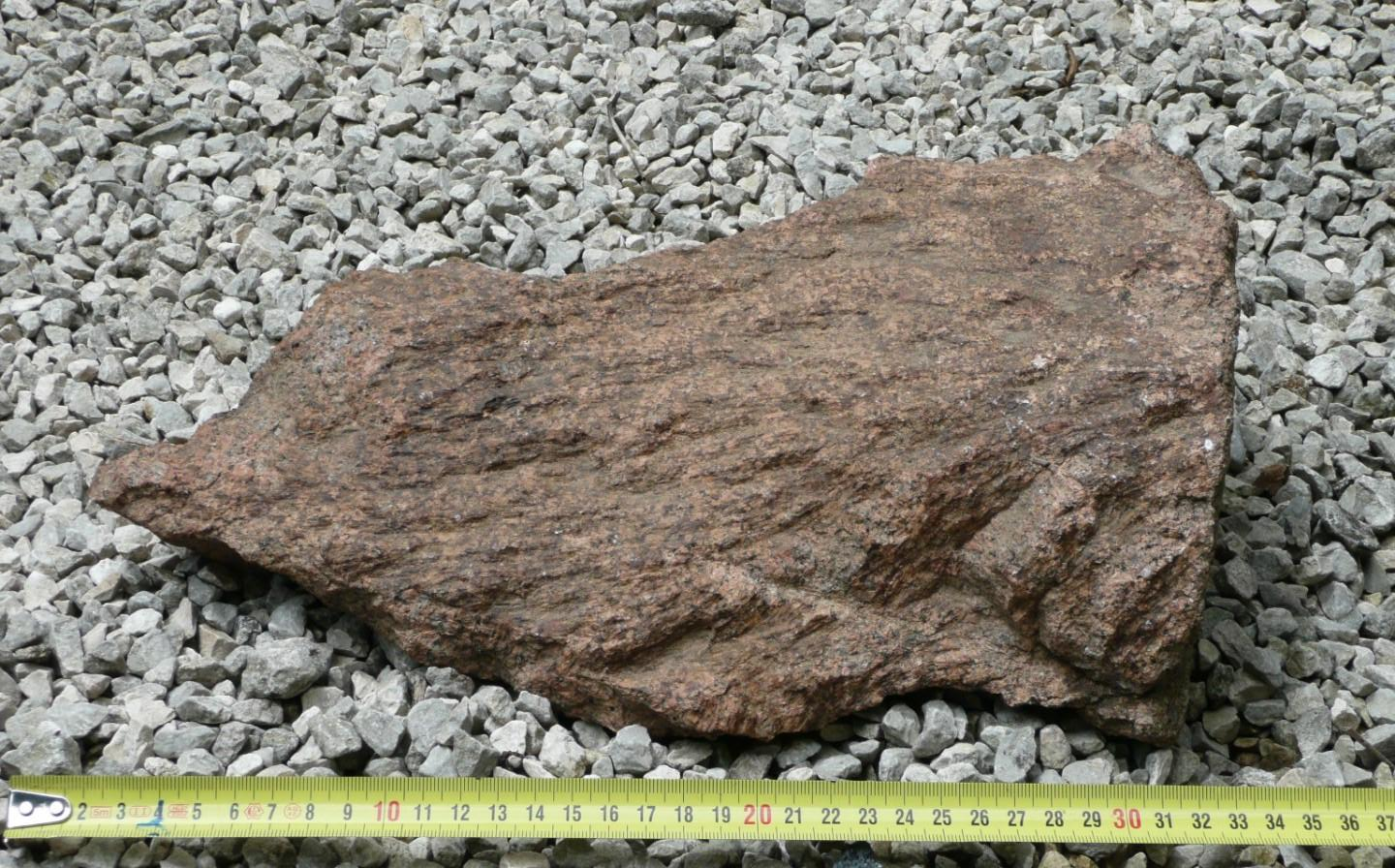
30-сантиметровий конус розтріскування в граніті, знайденому недалеко від центру падіння метеорита.

Рошшуар — перший кратер, природа якого була доведена через аналіз ударних впливів на каменях, без жодних кругових топографічних ознак, що були б видимими на поверхні.
Вивчення будови земної кори в цій зоні проводилося найсучаснішими методами сейсмічної розвідки і на підставі всіх отриманих даних було обчислено, що швидкість метеорита становила 20 км/с (тобто 72000 км/год), вага тіла 6 млрд тонн, його радіус 750 м (при щільності 3,4 г/см³).